# 新井誠志
新井 誠志（あらい さとし）は、東京都大田区出身の、選曲家、サウンドデザイナー、音楽プロデューサー、作曲家である。

## 概要
音楽プロデューサーとして2002年から開始されたテレビ東京系列『日経スペシャル』シリーズ（『日経スペシャル ガイアの夜明け』『日経スペシャル カンブリア宮殿』『日経スペシャル 未来世紀ジパング〜沸騰現場の経済学〜』）では、音楽効果、『ワールドビジネスサテライト』のOPテーマ（2016年11月7日 - 2021年3月26日）の作曲など、テレビ東京系列と関わりが深い。

## 担当番組
- 日経スペシャル ガイアの夜明け
- 日経スペシャル カンブリア宮殿
- 日経スペシャル 未来世紀ジパング〜沸騰現場の経済学〜